# Lugia incognita
Lugia incognita är en ringmaskart som beskrevs av Campoy och Alquézar 1982. Lugia incognita ingår i släktet Lugia och familjen Phyllodocidae. Inga underarter finns listade i Catalogue of Life.